# プンタ
プンタ（Punta）は、祝典や祝祭の場で歌い踊られる、ガリフナの音楽とダンスの一形式である。
ダンスは、現代のセントビンセント島やドミニカ島に住むガリフナ住民達の生活の中から生まれたものである。
ホンジュラス、ベリーズ、グアテマラ、及びニカラグアの一部地域において、最もよく知られた伝統的なダンスはプンタで、現地のガリフナの人達は、それをバングイティ（banguity / new life という意味）と呼ぶ。

プンタ発祥の地域である中央アメリカ

## 起源と歴史的経緯
ガリフナ文化において、ガリフナの人々は自らをガリナグ（Garinagu）ともガリフナ（Garifuna）とも称するが、ガリフナと言う場合は、主に、ガリフナ文化や音楽、そしてダンスのことを指すことが多く、人々を指し示す意味で使われることは相対的に少ない。ガリフナのダンスや音楽の代表例であるプンタの起源については考えられる説が様々ある。プンタという語は、ブンダ（bunda、マンデ系の言葉で「尻」の意味）と呼ばれる古代西アフリカのリズムの名称がラテン語化したものである。また、プンタのダンスは、クリアオ（kuliao）という呼び名でも知られている。
この呼び名は、スペイン語の「culeado」（クレアド／fucked person、アナルSEXされた人、の意味）に由来する。別の説では、「from point to point」（爪先から爪先、場所から場所へ動く、といったニュアンス）を意味するスペイン語に由来する、という説もある。
プンタのダンスは、男女のダンサーが観客に囲まれた輪の中で別々に踊る形式で踊られる。男女のダンサーは向き合って踊り始めるが、踊りの動作は各人が自由な振付で踊るので、決まった振付の型があるわけではないが、いつも男女の求愛を表すダンスを踊り、まず、男が求愛し、次に女が求愛し、夫々が踊っている間は片方は、その求愛ダンスを見ている、という形式。そして、それを延々と繰り返し、男女のどちらかが、疲労でもやる気の減退でも理由は何であれ根負けを認めて観客に取り囲まれた輪の外に退散し、その後、即座にその抜けた男女どちらかの代わりに、誰かが輪の中に入ってきて踊り始めれば、また延々と継続され、誰も踊るものが出なくなるまで、終わることなく男女交互の求愛ダンスは続けられる。